# Доленьські Топлиці
Доленьські Топлиці (словен. Dolenjske Toplice) — поселення в общині Доленьські Топлиці, регіон Південно-Східна Словенія, Словенія. Висота над рівнем моря: 179,5 м.